# Leonardo Nascimento de Araújo
Leonardo Nascimento de Araújo, kurz Leonardo (* 5. September 1969 in Niterói), ist ein ehemaliger brasilianischer Fußballspieler sowie ‑trainer und Sportdirektor. Seit 2008 besitzt er zusätzlich die italienische Staatsbürgerschaft. Ab dem 1. Juli 2019 war er erneut als Sportdirektor bei PSG tätig.

## Spielerkarriere

### Vereine
1987 begann Leonardo als 17-Jähriger seine Karriere in Rio de Janeiro bei Flamengo. Gleich in seiner ersten Saison gewann er die brasilianische Meisterschaft. 1990 wechselte er zum FC São Paulo, Trainer dort war Telê Santana. Auch hier konnte er die Meisterschaft erreichen. Nach einem zweijährigen Gastspiel beim spanischen FC Valencia in den Jahren 1991 und 1992 wechselte er 1993 vom FC São Paulo zum japanischen Erstligisten Kashima Antlers, wo er bis 1996 blieb. Nach einer Saison bei Paris Saint-Germain wechselte er 1997 für vier Spielzeiten zum AC Mailand.
2001 kehrte Leonardo wieder zurück zum FC São Paulo, um ein Jahr später noch einmal eine Saison bei seinem Stammverein Flamengo Rio de Janeiro zu spielen. Im Jahre 2003 beendete Leonardo seine aktive Fußballkarriere beim AC Mailand, für den er aber nur noch ein Spiel bestritt.

### Nationalmannschaft
Leonardo gab sein Debüt in der brasilianischen Fußballnationalmannschaft am 17. Oktober 1990 gegen Chile. Er nahm an der WM 1994 in den Vereinigten Staaten teil, war am Titelgewinn Brasiliens nach dem Achtelfinale nicht mehr beteiligt – nachdem er alle Gruppenspiele über die volle Spieldistanz bestritt –, da er nach einem brutalen Ellbogencheck gegen Tab Ramos im Achtelfinale für den Rest des Turniers gesperrt wurde. Vier Jahre später, bei der WM 1998 in Frankreich gehörte er zum festen Bestandteil der Mannschaft und absolvierte alle sieben Turnierspiele als Stammspieler.
Zusammen mit der Nationalmannschaft gewann er außerdem die Copa América 1997 und den Konföderationen-Pokal 1997. Leonardo absolvierte in den Jahren 1990 bis 2001 60 Länderspiele für die Seleção und erzielte dabei acht Tore.

### Erfolge als Spieler

#### Flamengo Rio de Janeiro
- Brasilianische Meisterschaft: 1987
- Brasilianischer Pokal: 1990

#### FC São Paulo
- Brasilianische Meisterschaft: 1991
- Recopa Sudamericana: 1993, 1994
- Supercopa Sudamericana: 1993
- Weltpokal: 1993
- Staatsmeisterschaft von São Paulo: 1991

#### Kashima Antlers
- Japanische Meisterschaft: 1996

#### AC Mailand
- Italienische Meisterschaft: 1998/99
- Italienischer Pokal: 2002/03

#### Nationalmannschaft
- Weltmeister: 1994
- Copa America: 1997
- FIFA-Konföderationen-Pokal: 1997
- Vize-Weltmeister: 1998

## Karriere als Trainer und Sportdirektor

### AC Mailand
Leonardo war nach seinem Karriereende zunächst als Scout und Berater für den AC Mailand tätig, ab 2008 war er dort Technischer Direktor. Am 31. Mai 2009 wurde er zum neuen Trainer des Vereins ernannt, er löste Carlo Ancelotti ab. Nach dem dritten Platz in der Saison 2009/10 wurde Leonardo entlassen.

### Inter Mailand
Am 24. Dezember 2010 wurde bekannt, dass Leonardo einen Vertrag bis zum Sommer 2012 bei Inter Mailand unterschrieben hat. Er wurde Nachfolger von Rafael Benítez. Am 1. Juli 2011 einigten sich Inter Mailand und Leonardo aber auf eine Vertragsauflösung.

### PSG

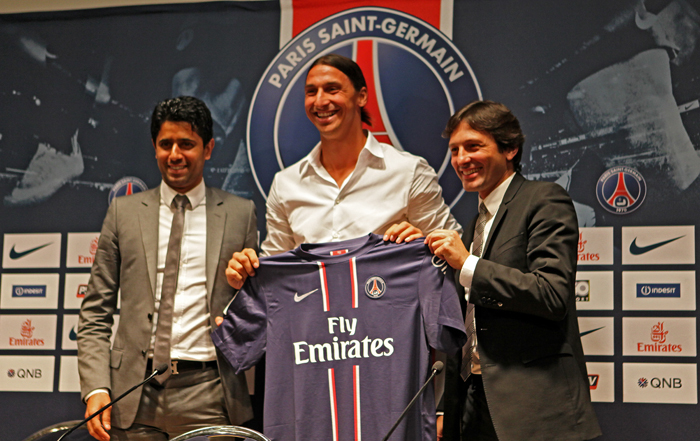
Zlatan Ibrahimović mit Nasser Al-Khelaifi und Leonardo Nascimento de Araújo am 18. Juli 2012

Am 13. Juli 2011 wurde er als neuer Sportdirektor beim französischen Erstligisten Paris Saint-Germain präsentiert. Dort trat er zurück, nachdem er vom Verband mit einer 13-monatigen Sperre belegt wurde.
Seit dem 1. Juli 2019 ist er erneut als Sportdirektor bei PSG tätig.

### Antalyaspor
Am 28. September 2017 gab der türkische Erstligist Antalyaspor die Verpflichtung von Leonardo bekannt. Nach etwa zwei Monaten trat er nach anhaltender Erfolglosigkeit von seinem Amt zurück.

### Erfolge als Trainer

#### Inter Mailand
- Italienischer Pokalsieger: 2011